# 22171 Choi
22171 Choi (2000 WK179) là một tiểu hành tinh vành đai chính được phát hiện ngày 16 tháng 11 năm 2000 bởi nhóm nghiên cứu tiểu hành tinh gần Trái Đất phòng thí nghiệm Lincoln ở Socorro.